# Матусявичене, Даля
Даля Матусявичене (лит. Dalia Matusevičienė; род. 12 ноября 1962, Паневежис), в девичестве Заурайте (лит. Zauraitė) — советская и литовская легкоатлетка, специалистка по бегу на средние дистанции. Выступала за сборные СССР и Литвы по лёгкой атлетике в 1988—1994 годах, чемпионка СССР, многократная победительница всесоюзных и республиканских первенств, действующая рекордсменка Литвы в дисциплине 800 метров, участница летних Олимпийских игр в Сеуле. Мастер спорта СССР международного класса. Тренер по лёгкой атлетике.

## Биография
Даля Матусявичене родилась 12 ноября 1962 года в Паневежисе, Литовская ССР. Занималась лёгкой атлетикой в Паневежской спортивной школе-интернате, позже проходила подготовку в Вильнюсе под руководством заслуженного тренера СССР Фелиции Юозовны Кароблене, состояла в добровольном спортивном обществе «Жальгирис».
В 1980 году выполнила норматив мастера спорта СССР.
Первого серьёзного успеха на всесоюзном уровне добилась в сезоне 1984 года, когда на чемпионате СССР в Донецке с литовской командой выиграла бронзовую медаль в зачёте эстафеты 4 × 400 метров.
В 1987 году выиграла старты в Шяуляе, Клайпеде, Москве, Житомире.
В июне 1988 года на соревнованиях в Киеве выиграла серебряную медаль на 800-метровой дистанции, показав при этом результат, который Литовская легкоатлетическая федерация ныне считает действующим национальном рекордом Литвы — 1:56.7 (данный результат, однако, был зафиксирован в условиях ручного хронометража, поэтому официально не признан IAAF). Позднее на чемпионате СССР в Киеве Матусявичене выиграла предварительный и полуфинальный забеги, в то время как финале финишировала шестой. Благодаря череде успешных выступлений удостоилась права защищать честь страны на летних Олимпийских играх в Сеуле, где в дисциплине 800 метров дошла до стадии полуфиналов.
В 1989 году в беге на 800 метров была лучшей на Мемориале братьев Знаменских в Волгограде, на международных турнирах в Братиславе, Грудзёндзе, Целе, на чемпионате СССР в Горьком. Принимала участие в Кубке Европы в Гейтсхеде — пришла к финишу третьей, уступив лишь румынке Дойне Мелинте и восточногерманской бегунье Зигрун Водарс. На Кубке мира в Барселоне заняла четвёртое место, установив официально ратифицированный IAAF личный рекорд — 1:57.27. По итогам сезона удостоена почётного звания «Мастер спорта СССР международного класса».
В 1990 году выиграла серебряные медали на международных турнирах в Гранаде и Швехате, стала бронзовой призёркой в Ваттеншайде, Ла-Корунье, превзошла всех соперниц на соревнованиях в Гечо.
После распада Советского Союза Матусявичене ещё в течение некоторого времени оставалась действующей спортсменкой и продолжала выступать на международных стартах в составе литовской сборной. Так, в 1993 году она представляла Литву на чемпионате мира в помещении в Торонто — в беге на 800 метров дошла до полуфинала и установила личный рекорд в помещении — 2:01.74. Участвовала также в открытом зимнем чемпионате России в Москве, где остановилась на предварительном квалификационном этапе.
В 1994 году финишировала третьей в Первой лиге Кубка Европы в Валенсии и на этом завершила спортивную карьеру.
Окончив Вильнюсский педагогический университет (1993), после завершения спортивной карьеры в 1994—1997 годах работала преподавателем в средней школе имени Йонаса Басанавичюса в Вильнюсе. С 2005 года — тренер по лёгкой атлетике.
В 2012 году награждена Серебряной медалью Департамента физической культуры и спорта «За заслуги перед литовским спортом».
Сын Эдис Матусявичюс (род. 1996) — известный литовский прыгун с шестом, участник Олимпийских игр в Токио.